# Liste des maires de Villeurbanne
Cet article dresse une liste par ordre de mandat des maires de Villeurbanne.

## L'Hôtel de ville

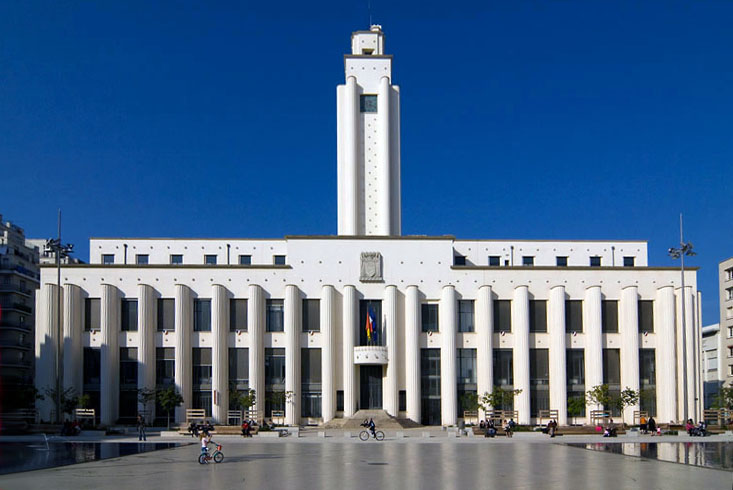
L'Hôtel de ville de Villeurbanne.

## Liste des maires

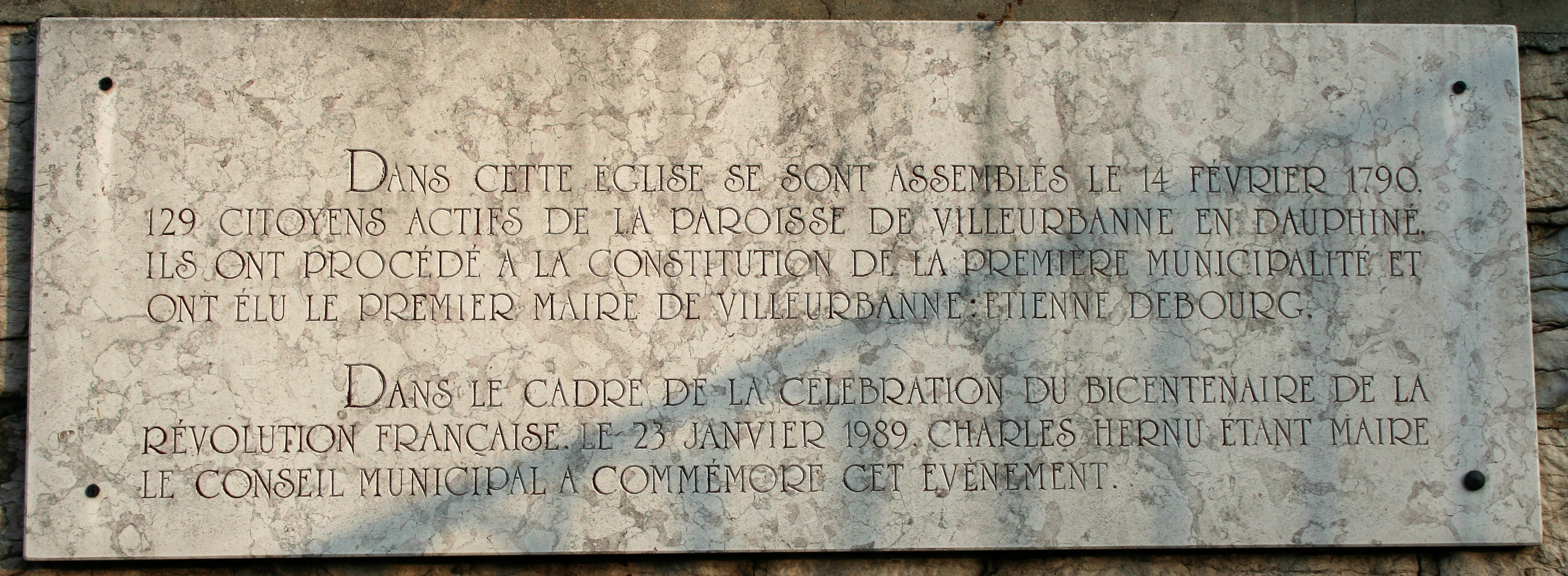
Plaque sur l'église Saint-Athanase de Villeurbanne, anciennement Saint-Julien de Cusset, commémorant l'élection du premier maire de Villeurbanne.

### Entre 1790 et 1944
| Période | Période | Identité                 | Étiquette  | Qualité                               |
| ------- | ------- | ------------------------ | ---------- | ------------------------------------- |
| 1790    | 1790    | Étienne Debourg          |            |                                       |
| 1791    | 1792    | Alexis Mermet            |            |                                       |
| 1792    | 1793    | Jacques Poizat           |            |                                       |
| 1793    | 1796    | Claude Gonon             |            |                                       |
| 1796    | 1800    | Louis Chapelle           |            |                                       |
| 1800    | 1814    | Joseph Decomberousse     |            |                                       |
| 1814    | 1826    | Jacques Poizat           |            |                                       |
| 1826    | 1830    | François-Xavier Monavon  |            |                                       |
| 1830    | 18??    | Jean-Baptiste Pierre     |            |                                       |
| 18??    | 1835    | Basile Gorgeret          |            |                                       |
| 1835    | 1842    | Claude Primat            |            |                                       |
| 1842    | 1846    | Jean-Antoine Poizat      |            |                                       |
| 1846    | 1848    | Jacques-François Garnier |            |                                       |
| 1848    | 1865    | Julien Roustan           |            |                                       |
| 1865    | 1871    | Claude Berger            |            |                                       |
| 1870    | 1871    | Michel Gelas             |            |                                       |
| 1871    | 1873    | Jacques Lubin Buer       |            | Vétérinaire. Conseiller général.      |
| 1873    | 1878    | Jean-Pierre Chambard     |            |                                       |
| 1878    | 1888    | Jean-Marie Dedieu        |            |                                       |
| 1888    | 1892    | Jean-François Barnoud    |            |                                       |
| 1892    | 1903    | Frédéric Faÿs            | Socialiste | Conseiller d'arrondissement           |
| 1903    | 1908    | Émile Dunière            | SFIO       |                                       |
| 1908    | 1922    | Jules Grandclément       | SFIO       | Médecin                               |
| 1922    | 1924    | Paul Bernard             | PCF        |                                       |
| 1924    | 1924    | Michel Dupeuble          | PCF        |                                       |
| 1924    | 1935    | Lazare Goujon            | SFIO       | Médecin Député du Rhône (1928 → 1936) |
| 1935    | 1939    | Camille Joly             | PCF        | Instituteur                           |
| 1939    | 1941    | Victor Subit             |            |                                       |
| 1941    | 1944    | Paul Chabert             |            |                                       |

### Depuis 1944
Depuis la Libération, neuf maires se sont succédé à la tête de la commune.
| Période          | Période                      | Identité                    | Étiquette     | Qualité |
| ---------------- | ---------------------------- | --------------------------- | ------------- | --- |
| 7 septembre 1944 | 5 octobre 1944               | Joanny Berlioz, (1906-1983) | PCF           | Représentant de commerce Administrateur du journal La Voix du peuple Nommé par le préfet |
| 5 octobre 1944   | octobre 1947                 | Georges Lévy,               | PCF           | Médecin Député du Rhône (1919 → 1924 et 1936 → 1940) Conseiller général de Villeurbanne-Sud (1935 → 1940) |
| octobre 1947     | mai 1953                     | Lazare Goujon,              | SFIO          | Médecin Député du Rhône (1928 → 1936) Démissionnaire |
| mai 1953         | 19 mars 1977                 | Étienne Gagnaire,           | SFIO puis PSD | Ouvrier métallurgiste Député du Rhône (1re circ) (1956 → 1958) Député du Rhône (6e circ) (1973 → 1978) Conseiller général de Villeurbanne (1961 → 1964) Conseiller général de Villeurbanne-Sud (1964 → 1979)                                                                    |
| 19 mars 1977     | 17 janvier 1990              | Charles Hernu,              | PS            | Journaliste Député du Rhône (6e circ.) (1978 → 1986 puis 1988 → 1990) Député du Rhône (1986 → 1988) Ministre de la Défense (1981 → 1985) Décédé en fonction |
| 26 janvier 1990  | 15 janvier 1997              | Gilbert Chabroux,           | PS            | Professeur agrégé de sciences physiques Sénateur du Rhône (1995 → 2004) Conseiller régional de Rhône-Alpes (1992 → 1995) Conseiller général de Villeurbanne-Centre (1982 → 1992) Mandat 1995-2001 écourté pour « infraction à la législation sur le financement des campagnes » |
| 1er mars 1997    | 18 février 1998              | Raymond Terracher           | PS            | Ingénieur Conseiller général de Villeurbanne-Centre (1992 → 2010) Démissionnaire |
| mars 1998        | mars 2001                    | Gilbert Chabroux,           | PS            | Professeur agrégé de sciences physiques Sénateur du Rhône (1995 → 2004) |
| mars 2001        | juillet 2020                 | Jean-Paul Bret              | PS            | Maître de conférences en botanique Député du Rhône (6e circ.) (1990 → 1993 puis 1997 → 2002) Conseiller régional de Rhône-Alpes (1986 → 1990) Vice-président de la Métropole de Lyon (2015 → 2020)                                                                              |
| juillet 2020     | En cours (au 5 juillet 2021) | Cédric Van Styvendael       | PS            | Cadre dirigeant dans le secteur du logement social Vice-président de la Métropole de Lyon (2020 →) Chevalier de l'Ordre national du Mérite |